# Sárga cserszömörce
A sárga cserszömörce vagy egyszerűen csak cserszömörce (Cotinus coggygria) a szömörcefélék (Anacardiaceae) családjába tartozó növényfaj. Fás szárú: többnyire nagyobb cserje, ritkábban kis fa. Cserzőnövényként, festőnövényként és gyógynövényként is hasznosítható. Egyéb nevei: cserzőfa, parókafa, szkumpia, szömörce, szömörcefa, szumák, timorfa.

## Elterjedése
Az eurázsiai mérsékelt égöv melegebb zónáiban, Európától Kínáig őshonos. A magyarországi előfordulásai a legészakibbak közé tartozik (Moesz-vonal).
Magyarországon vadon a Déli-Vértesben, a Bükk-vidék, a Mecsek és a Bakony hegyeiben, valamint a Balaton-felvidéken található, de kertekben is előszeretettel telepítik. A meleg, száraz, meszes helyeken terjedt el.

## Jellemzői
Leggyakrabban 2-3 méter magas, tömött, terebélyes bokor, de elérheti az 5 méteres magasságot is. Ismertek 100 évesnél is idősebb példányai. Rügyei aprók, gömbölydedek, vörösesbarna színűek, a száron szórt állásban helyezkednek el, a félhold alakú, nagy levélripacs a szár felületéből kiugró levéltalpon ül. Fiatal hajtásait és leveleit megdörzsölve jellegzetesen kesernyés terpentinillatot árasztanak. Hajtásai világosbarna színűek, vékony hengeres felépítésűek. Levelei 5–8 cm hosszúak, többnyire kopaszok, de a fonákuk pelyhes lehet; a levéllemez alakja széles ovális, kerekded vagy fordított tojásdad alakú, széle ép, csúcsa tompa, alapja hirtelen elkeskenyedő. Lombja ősszel mély bíborvörösre (ritkán sárgára) színeződik. Magyarországon júniusban nyílnak virágai szárvégen álló, piramis alakú, dús, felálló bugavirágzatban: a virágok sárga szirmúak, többnyire meddők. A bugák szöszös díszét a rengeteg meddő virág 1–5 cm-es kocsányain fejlődő tollas szőrök adják, melyek liláspiros, rózsaszínes vagy sárgászöld színűek, és az elvirágzás után még sokáig, akár augusztus végéig is megmaradnak. A termékeny virágokból borsó méretű, tojás alakú, eleinte piros, éretten barna színű csontártermések fejlődnek.
Karsztbokorerdőkben, meszes, dolomitos kopárokon él. A cserszömörcés-molyhos tölgyes bokorerdő (Cotino-Quercetum pubescentis) jellegzetes növénye. Fény- és melegkedvelő, jól viseli a szélsőséges szárazságot, viszont fagyérzékeny. Az optimálisnál mélyebbre, nyirkosabb vagy erősen kötött talajra nem érdemes ültetni, mert levegőigényes gyökerei a Verticillium gombák miatt könnyen megbetegszenek. A száraz rézsűkön alsó ágai a talajfelszínre fekszenek és legyökeresednek, ennek köszönhetően megköti a rézsűt.

### Fajtái
- ’Grace’ – erős növekedésű, levele nagy és világos bíborpiros színű; dugványozással könnyebben szaporítható, ezért újabban inkább ezt termesztik.
- ’Kanárimadár’ – sárga lombú magyar fajta.
- ’Royal Purple’ – levele feketés vérvörös színű; a szárazságot csak közepesen tűri, viszont a Verticilliumra kevésbé érzékeny.
- ’Rubrifolius’ – levele sötétvörös színű és a ’Royal Purple’-énél kisebb; a szárazságot csak közepesen tűri.

Szaporítása: Az alapfaj szaporítása tavaszi magvetéssel történik hidegágyba, ahol azonban rétegezni kell, mert magja elfekszik. A fajták szaporítása hagyományosan nyár eleji zölddugványozással vagy ritkán sugaras bujtással, manapság már inkább mikroszaporítással történik; a piros levelű fajták azonban magról is szaporíthatók, mivel így is elég nagy arányban adnak piros levelű utódokat.

## Felhasználása
A belőle kinyert cserzőanyagot állatbőrök cserzésére (azaz kikészítésére és tartósítására) használták. Akkor kezdett nagyobb mértékben elterjedni, amikor a tímárok a korábbi timsós eljárás helyett keleti mintákra a szattyánt és kordovánt kezdték gyártani, ezekhez elengedhetetlen az ellagsavban gazdag cserszömörce.
Fájából sárga festékanyagot is nyertek („magyar sárgafa”), amellyel a kézműiparban kelméket festettek; a népművészek ma is hasznosítják ilyen célra.
Drog (itt értsd: gyógyszer) a leveléből készül, melyben gallotannin és flavonoid hatóanyagok vannak. Mintegy 4 kg nyári zöld cserszömörcelevél megszáradása eredményez 1 kg drogot (Cotini folium), aminek 10–30%-a ellagsavban gazdag cseranyag. A drogból készített főzet gyulladáscsökkentő- és fertőtlenítőszer: belsőleg bélhurut, gyomor- és bélvérzés ellen, külsőleg fogíny- és torokgyulladásra öblögetőként (a cserszömörce latin nevéből ered a Cotinus szájvíz neve is), aranyeres bántalmakra ülőfürdőként alkalmazható. A főzetet izzadó testrészek kezelésére is használják.